# National Board of Review Awards 2016
88th NBR Awards

Melhor Filme: 
Manchester à Beira-Mar
O 88º National Board of Review Awards, que homenageou os melhores filmes de 2016, foi anunciado em 29 de novembro de 2016.

## Top 10 de Melhores Filmes do Ano
- Manchester à Beira-Mar
- A Chegada
- Até o Último Homem
- Ave, César!
- A Qualquer Custo
- Estrelas Além do Tempo
- La La Land: Cantando Estações
- Moonlight: Sob a Luz do Luar
- O Dia do Atentado
- Silêncio
- Sully: O Herói do Rio Hudson

## Melhores Filmes Estrangeiros do Ano
- Elle
- A Criada
- Julieta
- Terra de Minas
- Neruda

## Melhores Documentários do Ano
- De Palma
- Uma Caçadora e sua Águia
- Gleason
- Life, Animated
- Miss Sharon Jones!

## Top 10 de Melhores Filmes Independentes do Ano
- Mulheres do Século 20
- Capitão Fantástico
- Creative Control
- Decisão de Risco
- The Fits
- Sala Verde
- Doris, Redescobrindo o Amor
- Krisha
- Morris from America
- Sing Street

## Vencedores
Melhor Filme:
- Manchester à Beira-Mar

Melhor Diretor:
- Barry Jenkins, Moonlight: Sob a Luz do Luar

Melhor Ator:
- Casey Affleck, Manchester by the Sea

Melhor Atriz:
- Amy Adams, A Chegada

Melhor Ator Coadjuvante:
- Jeff Bridges, A Qualquer Custo

Melhor Atriz Coadjuvante:
- Naomie Harris, Moonlight

Melhor Roteiro Original:
- Kenneth Lonergan, Manchester by the Sea

Melhor Roteiro Adaptado:
- Jay Cocks e Martin Scorsese, Silêncio

Melhor Filme de Animação:
- Kubo e as Cordas Mágicas

Melhor Revelação Masculina:
- Lucas Hedges, Manchester by the Sea

Melhor Revelação Feminina:
- Royalty Hightower, The Fits

Melhor Diretor Estreante:
- Trey Edward Shults, Krisha

Melhor Filme Estrangeiro:
- O Apartamento

Melhor Documentário:
- O.J.: Made in America

Melhor Elenco:
- Estrelas Além do Tempo

Spotlight Award:
- Colaboração criativa de Peter Berg e Mark Wahlberg.

NBR Liberdade de Expressão:
- Cameraperson